# Михаил Фёдорович
Михаи́л Фёдорович (12 [22] июля 1596, Москва — 13 [23] июля 1645, Москва) — первый русский царь из династии Романовых. Правил с 27 марта (6 апреля) 1613 года, был избран на царствование Земским собором 21 февраля (3 марта) 1613 года, принял престол 14 (24) марта 1613 года, венчался на царство 11 (21) июля 1613 года.
Михаил Фёдорович был сыном боярина Фёдора Никитича Романова, позже ставшего православным патриархом под именем Филарета. Фёдор Никитич был двоюродным братом царя Фёдора Иоанновича. 21 февраля (3 марта) 1613 года Михаил был избран новым царём на Земском соборе, что ознаменовало конец Смутного времени. В момент коронации ему было всего 16 лет и он был малообразован. Сначала родственники матери Михаила Ксении Ивановны Шестовой получили контроль над правительственными делами. Они продвигали свои личные интересы, однако под их руководством стране удалось восстановить порядок, подавить восстания и заключить Столбовский мир со Швецией (1617) и Деулинское перемирие с Польшей (1618).
В 1619 году из плена был освобождён Фёдор Никитич, вынужденный принять монашество под именем Филарет в 1601 году и впоследствии увезённый в Польшу. По возвращении в Русское царство он был поставлен патриархом церкви и стал соправителем Михаила Фёдоровича. До своей смерти в 1633 году Филарет доминировал в правительстве царя, которое укрепляло дипломатические, коммерческие и культурные связи с Западной Европой, реформировало местное управление, применяло различные средства для решения финансовых проблем государства, укрепляло институт крепостного права.
После смерти Филарета родственники Ксении Шестовой вновь играли важные роли в правительстве Михаила Фёдоровича. 13 (23) июля 1645 года царь умер и престол перешёл к его сыну Алексею.

## Биография
Род Романовых принадлежит к числу древних семей московского боярства. Первый известный по летописям представитель этого рода и нескольких других родов — Андрей Иванович, имевший прозвище Кобыла, в 1347 году находился на службе у Великого Владимирского и Московского князя Симеона Ивановича Гордого.
Михаил Фёдорович родился в 1596 году в семье боярина Фёдора Никитича Романова (впоследствии патриарха Московского и всея Руси Филарета) и его жены Ксении Ивановны, урождённой Шестовой. Приходился двоюродным племянником Фёдору I, последнему российскому монарху из династии Даниловичей (московская ветвь династии Рюриковичей).
Михаил Фёдорович родился 12 (22) июля — в день святого Михаила Малеина, в честь которого он был крещён; также по традиции он был назван в честь своего дяди — боярина Михаила Никитича Романова.
При Борисе Годунове Романовы подверглись опале. В 1600 году начался розыск по доносу дворянина Бертенева, служившего казначеем у Александра Романова — дяди будущего царя. Бертенёв донёс, что Романовы хранят у себя в казне волшебные коренья, намереваясь «испортить» (умертвить колдовством) царскую семью. Из дневника польского посольства следует, что отряд царских стрельцов совершил вооружённое нападение на подворье Романовых. 26 октября 1600 года братья Романовы были арестованы. Сыновья Никиты Романовича Захарьина-Юрьева: Фёдор (позже патриарх Филарет), Александр, Михаил, Иван и Василий были пострижены в монахи и сосланы в 1601 году в Ныроб на Северный Урал, где Александр, Михаил и Василий погибли.
Михаил Фёдорович в июне 1601 года был сослан на Белоозеро со своими тётками: Марфой Черкасской, Ульяной и Анастасией Романовыми и родной сестрой Татьяной Фёдоровной. На Белоозеро также были отправлены князь Борис Камбулатович Черкасский с дочерью Ириной. Здесь Михаил Фёдорович прожил до конца 1602 года.

### В эпоху Смутного времени
В 1605 году Лжедмитрий I, желая на деле доказать родство с домом Романовых, вернул из ссылки оставшихся в живых членов фамилии. Были возвращены Фёдор Никитич (в монашестве Филарет) с женой Ксенией Ивановной (в монашестве Марфа) и детьми, и Иван Никитич. С осени 1602 года Михаил несколько лет жил в Клинах (ныне Владимирская область, Кольчугинский район), в имении своего дяди Ивана Никитича, а после свержения Шуйского и прихода к власти Семибоярщины оказался в Москве, где и находился всё то время, пока город осаждали русские ополченцы.
Зимой 1612 года Марфа Ивановна с сыном Михаилом жили в своей костромской вотчине Романовых, селе Домнине (читайте о подвиге Ивана Сусанина), а затем укрывались от преследования польско-литовских отрядов в Ипатьевском монастыре в Костроме.

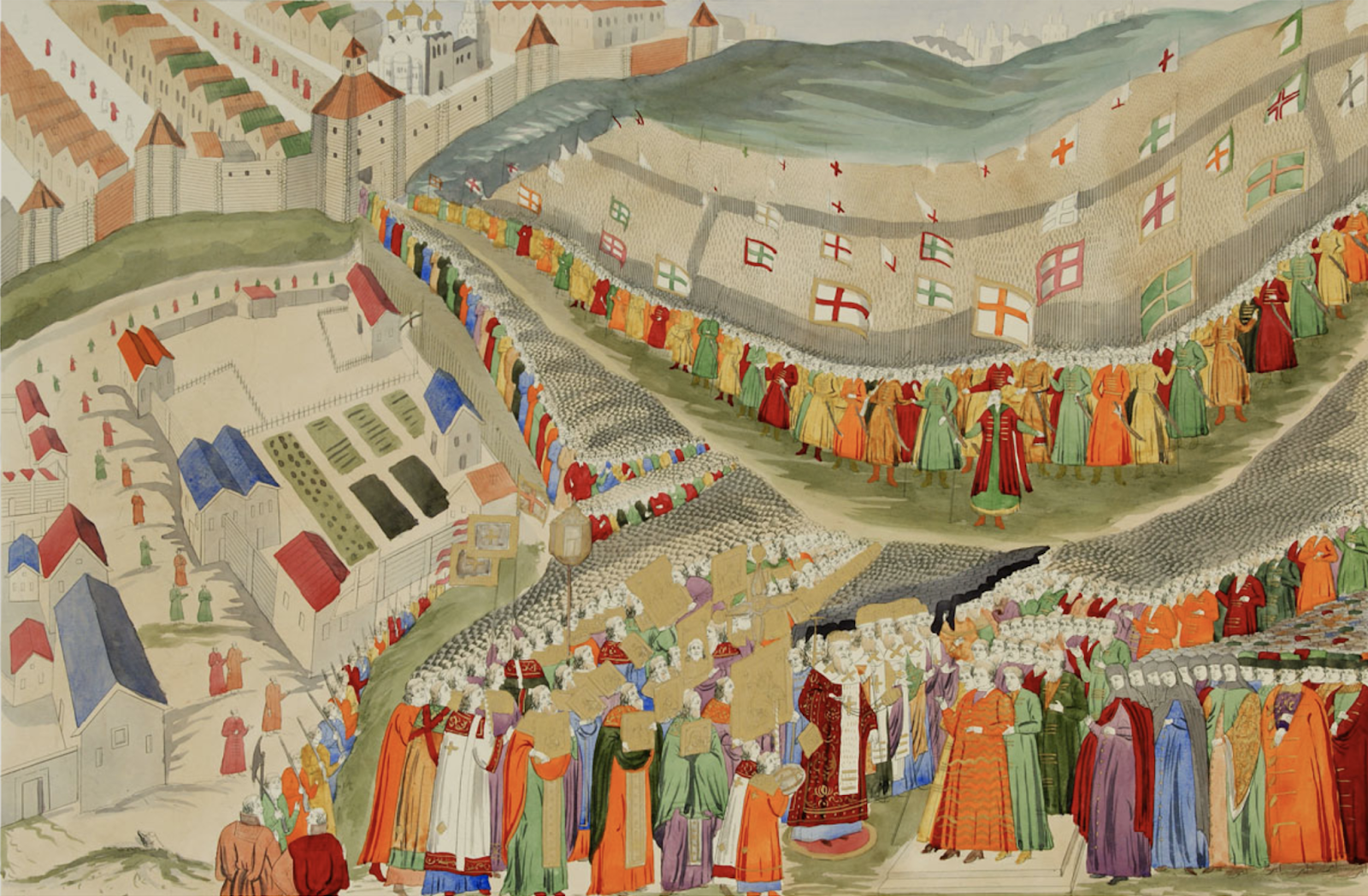
Встреча Михаила Романова в Москве 2 мая 1613 года. Епископ Кирилл во главе духовенства на ковре кадит Михаила Романова, «Коронационный альбом», XVII в.

По версии советского историка профессора Александра Лазаревича Станиславского, специалиста по истории русского общества XVI—XVII веков, ключевую роль в воцарении Михаила вместо иноземных королевичей и короля Англии и Шотландии Якова I, которого хотели избрать дворянство и боярство, сыграло объединившееся тогда с московским простым народом великорусское казачество, вольности которого царь и его потомки впоследствии отбирали всеми возможными способами. Казаки получали хлебное жалованье и опасались, что тот хлеб, который должен был идти на их жалованье, будет вместо этого продаваться англичанами за деньги по всему миру. 13 (23) марта 1613 года послы от Земского собора, избравшего 16-летнего Михаила царём, во главе с архиепископом Рязанским Феодоритом, келарем Троице-Сергиева монастыря Авраамием Палицыным и боярином Фёдором Ивановичем Шереметевым прибыли в Кострому; 14 (24) марта они были приняты в Ипатьевском монастыре. Здесь они огласили решение Земского собора об избрании Михаила Фёдоровича на московский престол.
Его мать, инокиня Марфа, была в отчаянии, она слёзно умоляла сына не принимать столь тяжкое бремя. Михаил и сам долго колебался. После обращения к матери и Михаилу рязанского архиепископа Феодорита Марфа дала своё согласие на возведение её сына на престол. Через несколько дней Михаил выехал в Москву. Мать благословила его на царство Феодоровской иконой Божией Матери, и с этого момента икона стала одной из святынь дома Романовых. В предании об иконе есть такие слова, приписываемые Марфе: «Се, Тебе, о Богомати Пречистая Богородица, в Твои Пречистеи руце, Владычице, чадо своё предаю, и якоже хощеши, устроиши ему полезная и всему православному христианству».
По дороге он останавливался во всех крупных городах: Костроме, Нижнем Новгороде, Владимире, Ярославле, Троицком монастыре, Ростове, Суздале. Прибыв в Москву, он отправился через Красную площадь в Кремль. У Спасских ворот его встречали крестным ходом с главными государственными и церковными реликвиями. Затем он молился у гробниц русских царей в Архангельском соборе и у святынь первопрестольного Успенского собора.
В мае 1613 года думный дьяк Иван Чичерин подписывает грамоту об избрании на царство Михаила Романова.

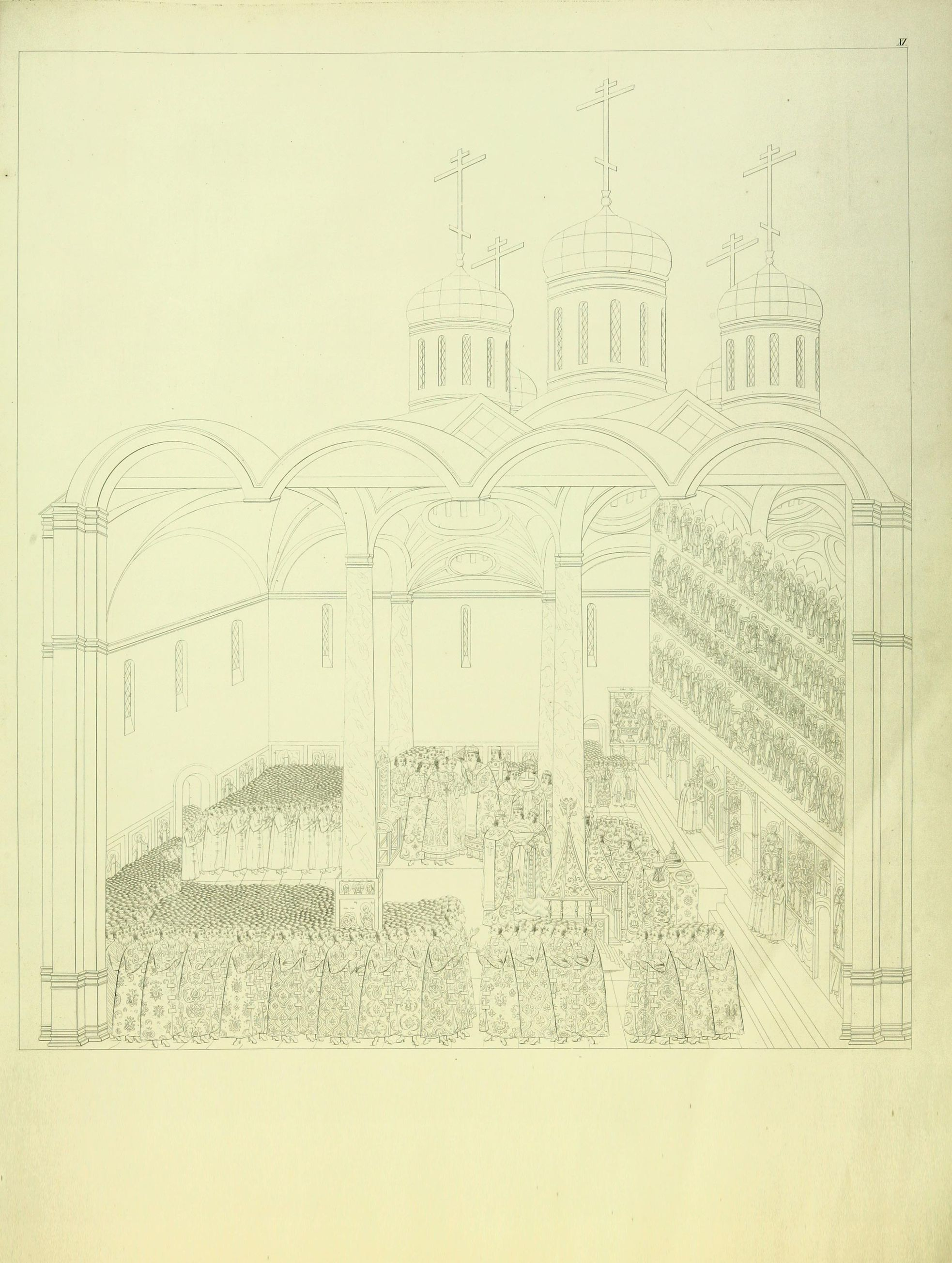
Митрополит Ефрем возлагает шапку Мономаха на голову Михаилу Романову в Успенском соборе, «Коронационный альбом», XVII в.

11 (21) июля 1613 года в Успенском соборе Московского Кремля Михаил был венчан на царство, ознаменовавшее основание новой правящей династии Романовых.

### Правление
Царь Михаил Фёдорович был молод и неопытен, слаб характером и здоровьем. До 1619 года страной от его имени правили инокиня Марфа и её родня, Салтыковы. Об этом периоде историк Николай Иванович Костомаров говорит следующее:

Близ молодого царя не было людей, отличавшихся умом и энергией: все только одна рядовая посредственность. Прежняя печальная история русского общества приносила горькие плоды. Мучительства Ивана Грозного, коварное правление Бориса, наконец, смуты и полное расстройство всех государственных связей выработали поколение жалкое, мелкое, поколение тупых и узких людей, которые мало способны были стать выше повседневных интересов. При новом шестнадцатилетнем царе не явилось ни Сильвестра, ни Александра Фёдоровича Адашева прежних времён. Сам Михаил был от природы доброго, но, кажется, меланхолического нрава, не одарён блестящими способностями, но не лишён ума; зато не получил никакого воспитания и, как говорят, вступивши на престол, едва умел читать.
После освобождения в 1619 году из польского плена патриарха Филарета фактическая власть перешла в руки последнего, также именовавшегося Великим государем и правившего до своей смерти (1633). Государственные грамоты того времени писались от имени царя и патриарха. 

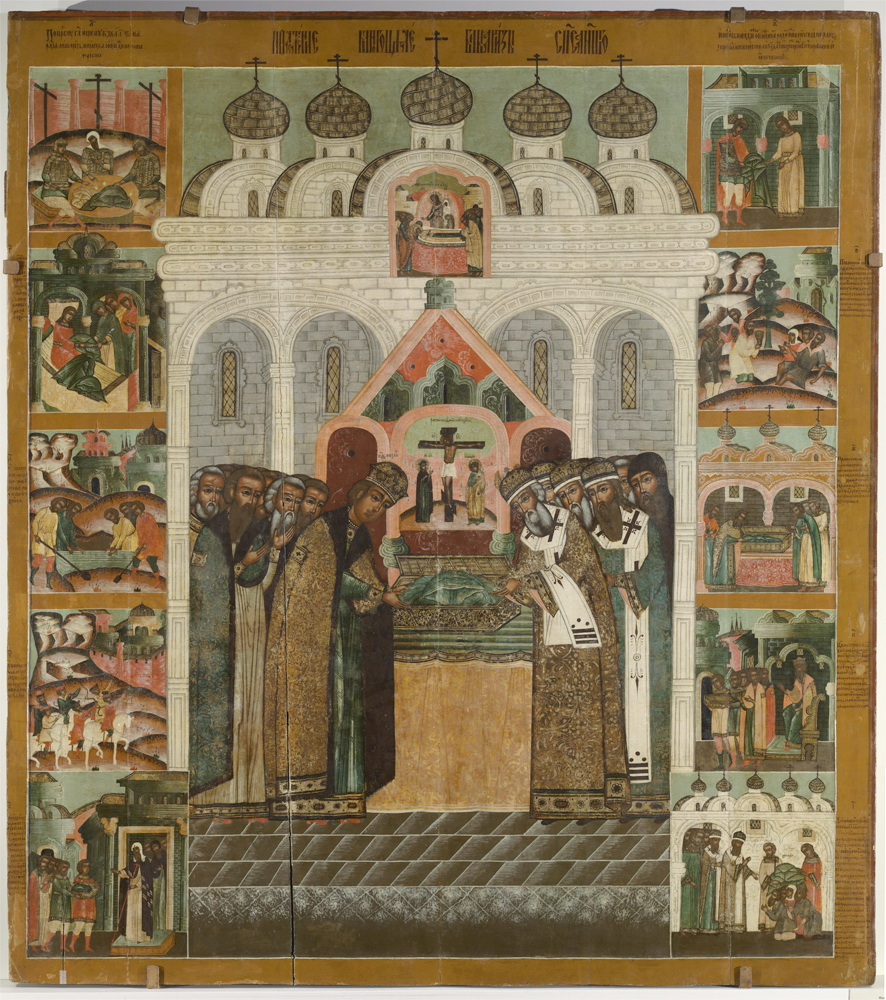
Положение Ризы Михаилом Фёдоровичем и Патриархом Филаретом в 1627 г., кон. XVII в.

В его царствование были прекращены войны со Швецией, заключён в 1617 году Столбовский мир 1617, по условиям которого России был возвращен Новгород, а Швеции отошли Ивангород, Ям, Копорье, Орешек, Карелы с уездами. У России после Столбовского мира не оставалось выхода к Балтийскому морю. В 1618 году был заключён мирный договор с Речью Посполитой — Деулинское перемирие. По его условиям Польше отошли смоленские, черниговские и новгород-северские земли. Возобновлены отношения с иностранными державами. В 1632 году началась новая война с Польшей — Смоленская. Россия потерпела поражение, ей не удалось вернуть смоленские земли под свой контроль. В 1634 году между Польшей и Россией был заключён Поляновский мир, он подтвердил условия Деулинского перемирия. Также согласно Полиновскому миру король Польши Владислав IV отказывался от претензий на русский престол.
В 1621 году специально для царя дьяки Посольского приказа стали готовить первую русскую газету — «Вестовые письма».
В 1627 году Михаил Фёдорович ограничил местничество.
В 1631—1634 годы были созданы полки «Иноземного строя»: рейтарского, драгунского и солдатского.
На эти же годы приходится Русско-польская война (1632—1634), закончившаяся невыгодным для России Поляновским миром.
В 1632 году купец Андрей Денисович Виниус с разрешения Михаила Фёдоровича основал первые чугуноплавильные, железоделательные и оружейные заводы близ Тулы.
В 1637 году срок поимки беглых крестьян был увеличен до 9 лет, а в 1642 году — ещё на год. Вывезенных же другими владельцами разрешалось искать до 15 лет.

### Итоги правления
- Заключение «вечного мира» со Швецией (Столбовский мир в 1617 году). Границы, установленные Столбовским миром, сохранялись до начала Северной войны 1700—1721 годов. Несмотря на потерю выхода к Балтийскому морю, возвращены большие территории, ранее завоёванные Швецией. Также Россия должна была выплатить большую по тем временам контрибуцию 20 000 рублей.
- Деулинское перемирие (1618), а затем «вечный мир» с Речью Посполитой (Поляновский мир 1634). Польша и Литва сохранили за собой Смоленск и Северскую землю, но польский король и великий князь литовский Владислав IV отказался от притязаний на русский престол.
- Установление прочной централизованной власти на всей территории страны посредством назначения воевод и старост на местах.
- Для определения размера налогов по всей стране была произведена точная опись всех поместных земель. Был учреждён особый «приказ» (канцелярия) для приёма и разбора жалоб от населения «на обиды сильных людей».
- Преодоление тяжелейших последствий Смутного времени, восстановление нормального хозяйства и торговли.
- Присоединение к России земель по Яику, Прибайкалья, Якутии, выход к Тихому океану.
- Реорганизация армии (1631—1634). Создание полков «нового строя»: рейтарского, драгунского, солдатского.
- Основание первого железоделательного завода под Тулой (1632).
- Начало светской живописи в России: по государеву указу 26 июля (5 августа) 1643 года на службу в Оружейную палату был принят житель Ругодива живописного дела мастер Иоанн Детерс, который обучал живописи русских учеников[17].

Портреты Михаила Фёдоровича
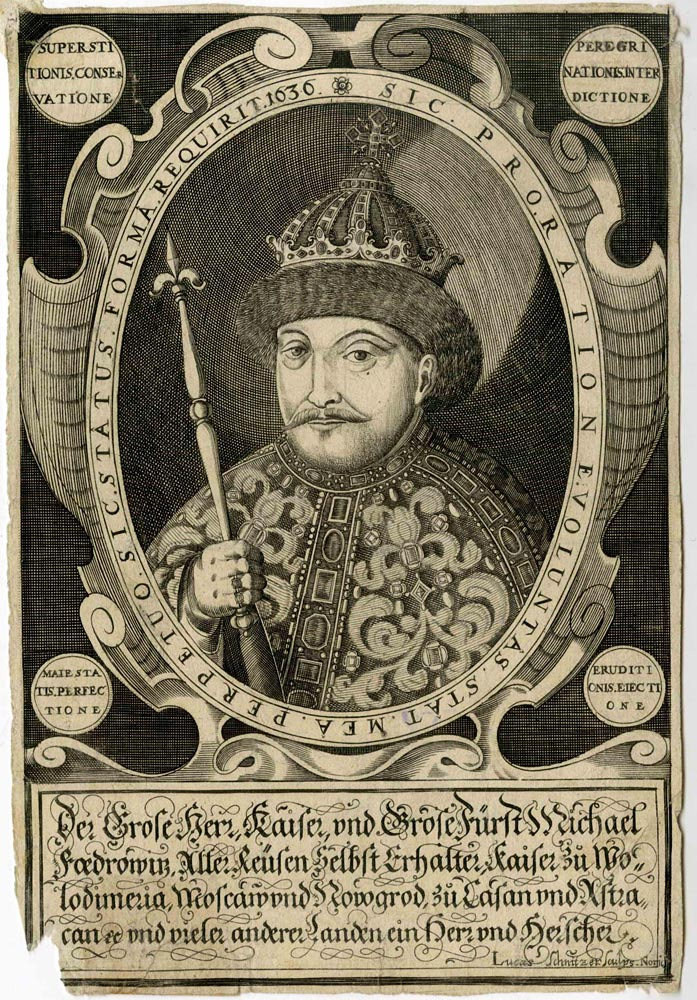
Гравюрный портрет 1636 года
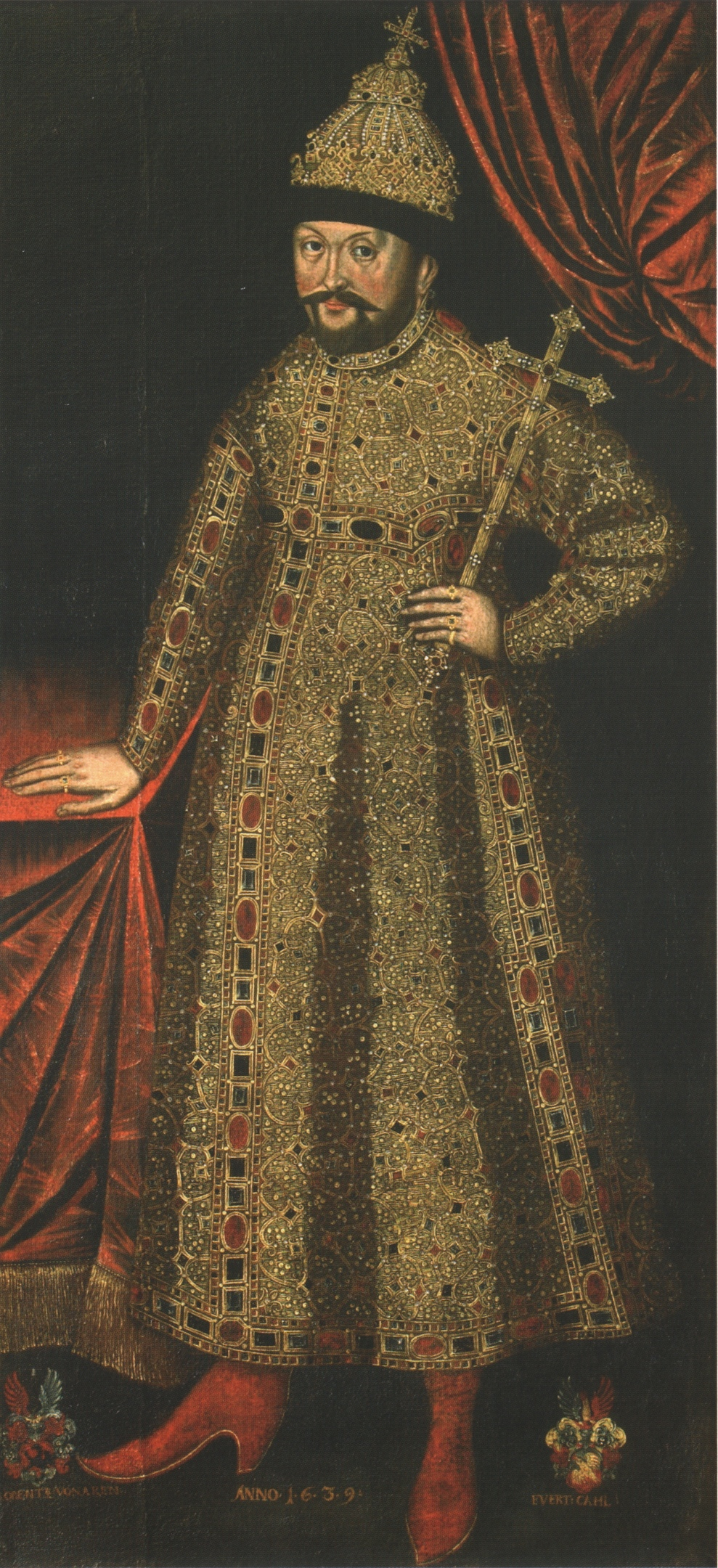
Портрет царя Михаила кисти И. Г. Ведекинда 1639 г. из Таллинского музея
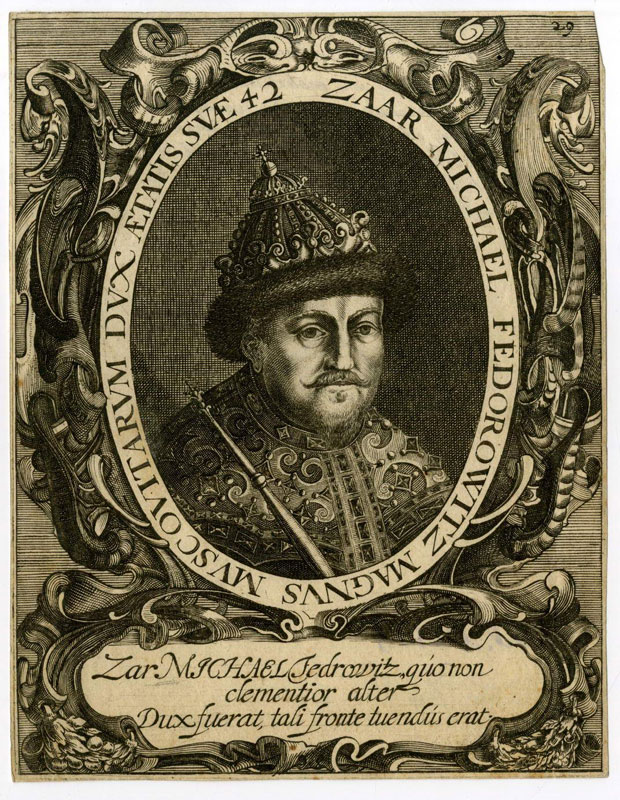
Портрет Адама Олеария 1630-х годов, изданный в 1656 году
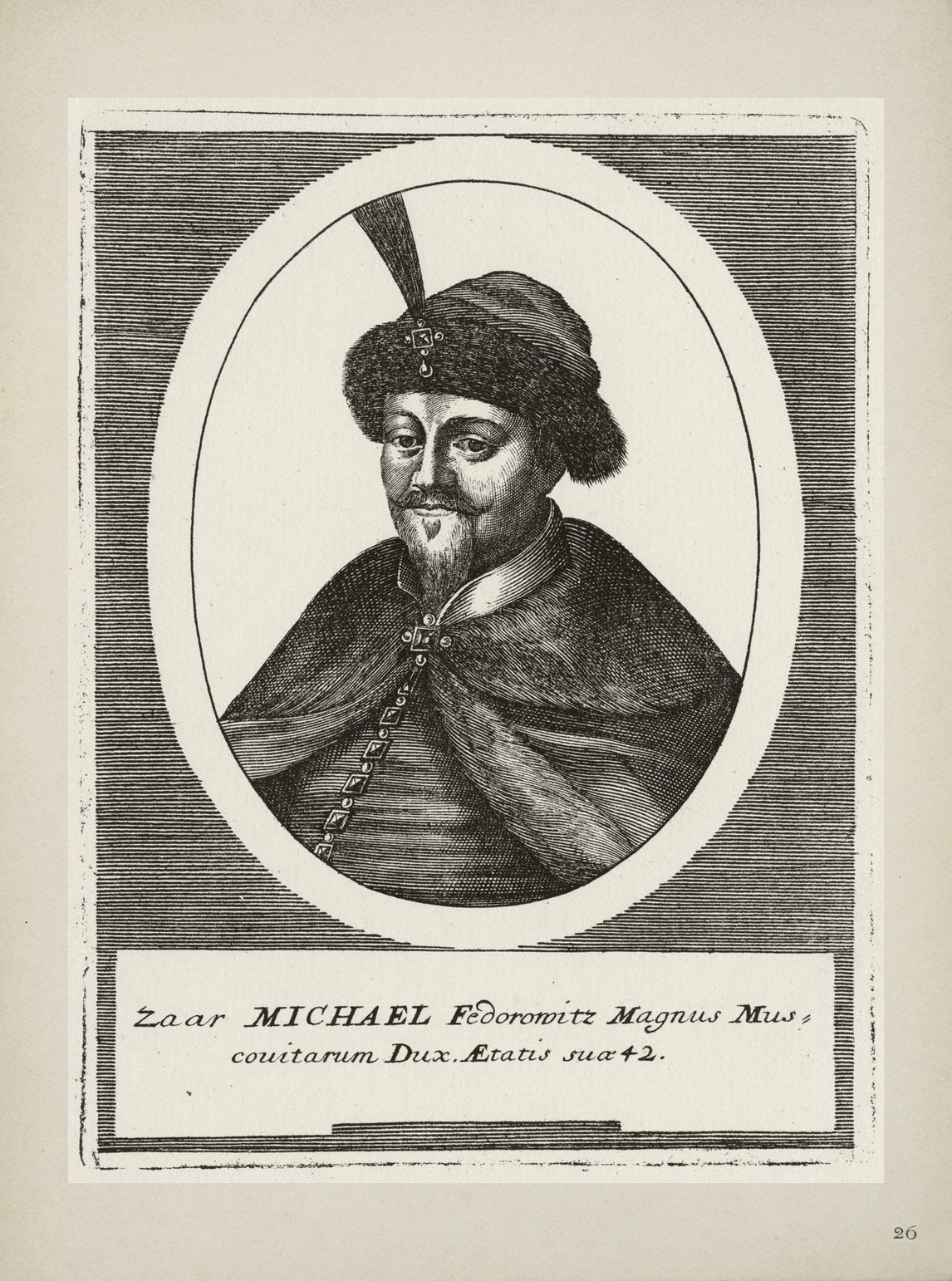
Портет Михаила Фёдоровича в шубе начала 1640-х годов
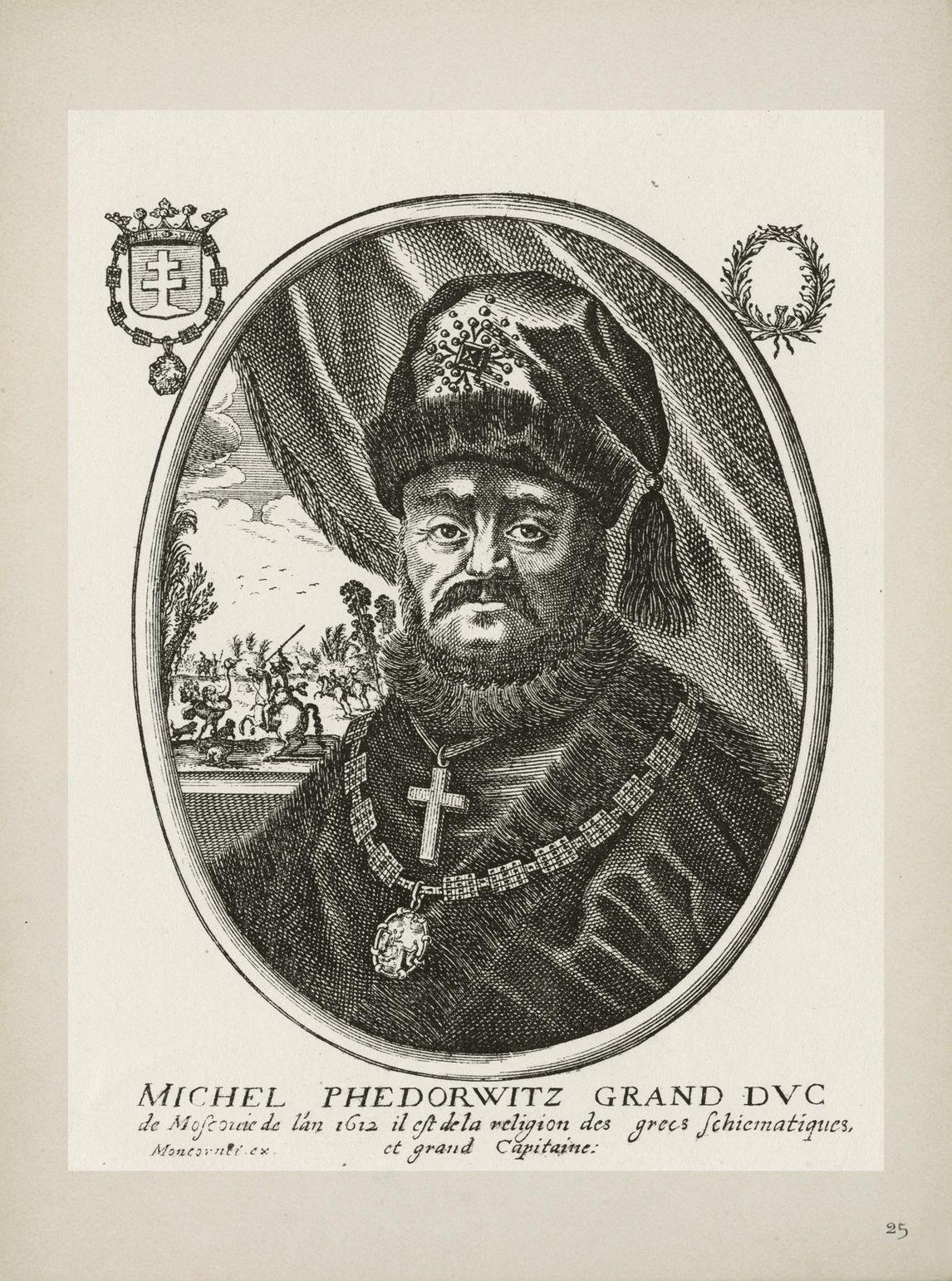
Французская гравюра конца 1630-х годов
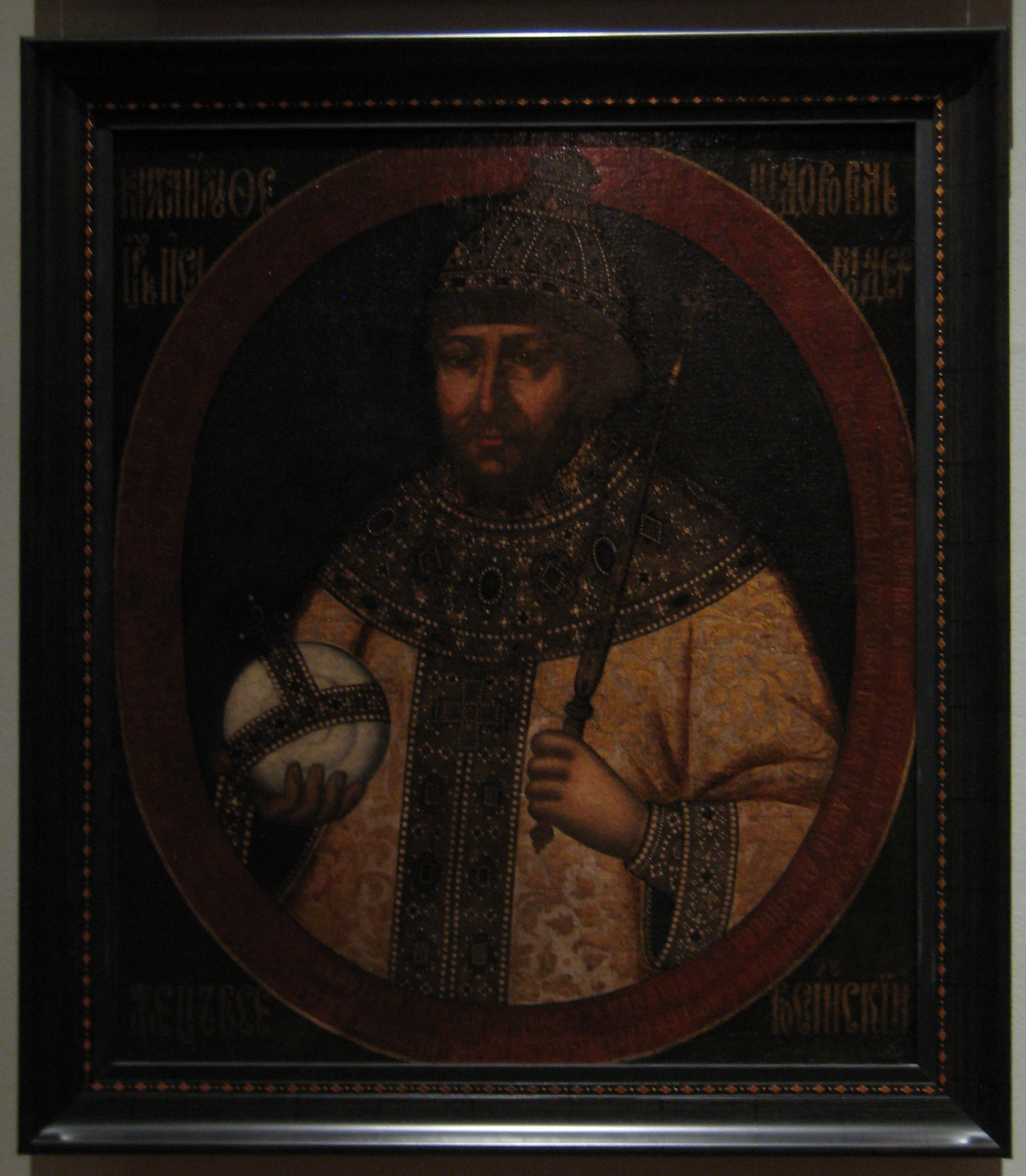
Портрет Михаила 1680-х гг., ГРМ

### Браки

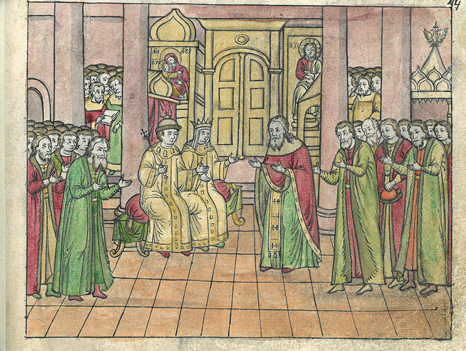
Венчание Михаила Фёдоровича и Евдокии Стрешневой епископом Максимом, миниатюра XVII в.

Когда Михаилу Фёдоровичу исполнилось 20 лет, инокиня Марфа решила женить сына, считая, что он должен выбрать одну из представительниц рода Салтыковых. Михаил, однако, спутал её планы: на смотринах молодой царь обратил внимание на боярышню Марию Хлопову. Царскую невесту с роднёй поселили во дворце и даже нарекли новым именем Анастасия (в память о первой жене Ивана Грозного). Внезапно девушка заболела, в течение нескольких дней у неё была частая рвота. Осмотревшие её придворные доктора (Валентин Бильс и лекарь Балсырь) выдали заключение: «Плоду и чадородию от того порухи не бывает». Но Михаил Салтыков донёс царю Михаилу, что лекарь Балсырь признал болезнь невесты неизлечимой. Инокиня Марфа потребовала, чтобы Марию удалили. Был созван Земский собор. Марию вместе с бабкой, тёткой и двумя дядями Желябужскими, разлучив с родителями, отправили в ссылку в Тобольск. Но Михаил Фёдорович продолжал получать известия о здоровье бывшей невесты.
В 1619 году вернулся из плена отец царя, митрополит Филарет, и был посвящён в патриархи. С его появлением влияние матери на Михаила заметно уменьшилось. Филарет не согласился с женой и осудил сына за малодушное поведение. Невесту и её родственников перевели в Верхотурье, а через год — в Нижний Новгород. Но Филарет не настаивал на браке с бывшей невестой. Принимая во внимание трудное положение государства, патриарх решил сосватать Михаилу литовскую принцессу, но тот отказался. Тогда отец предложил посвататься к Доротее-Августе, племяннице датского короля Христиана. Летопись сообщает об отказе короля, мотивированном тем, что его брат, принц Иоанн, приезжал сватать царевну Ксению и, по слухам, был уморен отравою. В начале 1623 года было отправлено посольство к шведскому королю сватать его родственницу, княжну Екатерину. Но она не захотела исполнить непременного русского условия — креститься в православную веру.

После неудач при иностранных дворах Михаил Фёдорович вновь вспомнил о Марии. Он заявил родителям: «Сочетался я по закону Божию, обручена мне царица, кроме нея не хочу взять иную». Инокиня Марфа вновь обвинила девушку в болезни. По приказу патриарха Филарета было проведено дознание: допрошены родители Марии, врачи, лечившие её. Врачи Бильс и Балсырь были отправлены в Нижний Новгород, чтобы вновь осмотреть невесту. Они освидетельствовали Марию-Анастасию, допросили родных, духовника и пришли к единому мнению, что она здорова. После дознания заговор Салтыковых был раскрыт. Михаила и Бориса отправили в свои вотчины, старицу Евникию (наперсницу Марфы) сослали в суздальский Покровский монастырь. Царь вновь собирался жениться на выбранной девушке. Но инокиня Марфа пригрозила сыну: «Если Хлопова будет царицей, не останусь я в царстве твоём». Через неделю после опалы Салтыковых Иван Хлопов получил царскую грамоту: «Мы дочь твою Марью взять за себя не изволим».

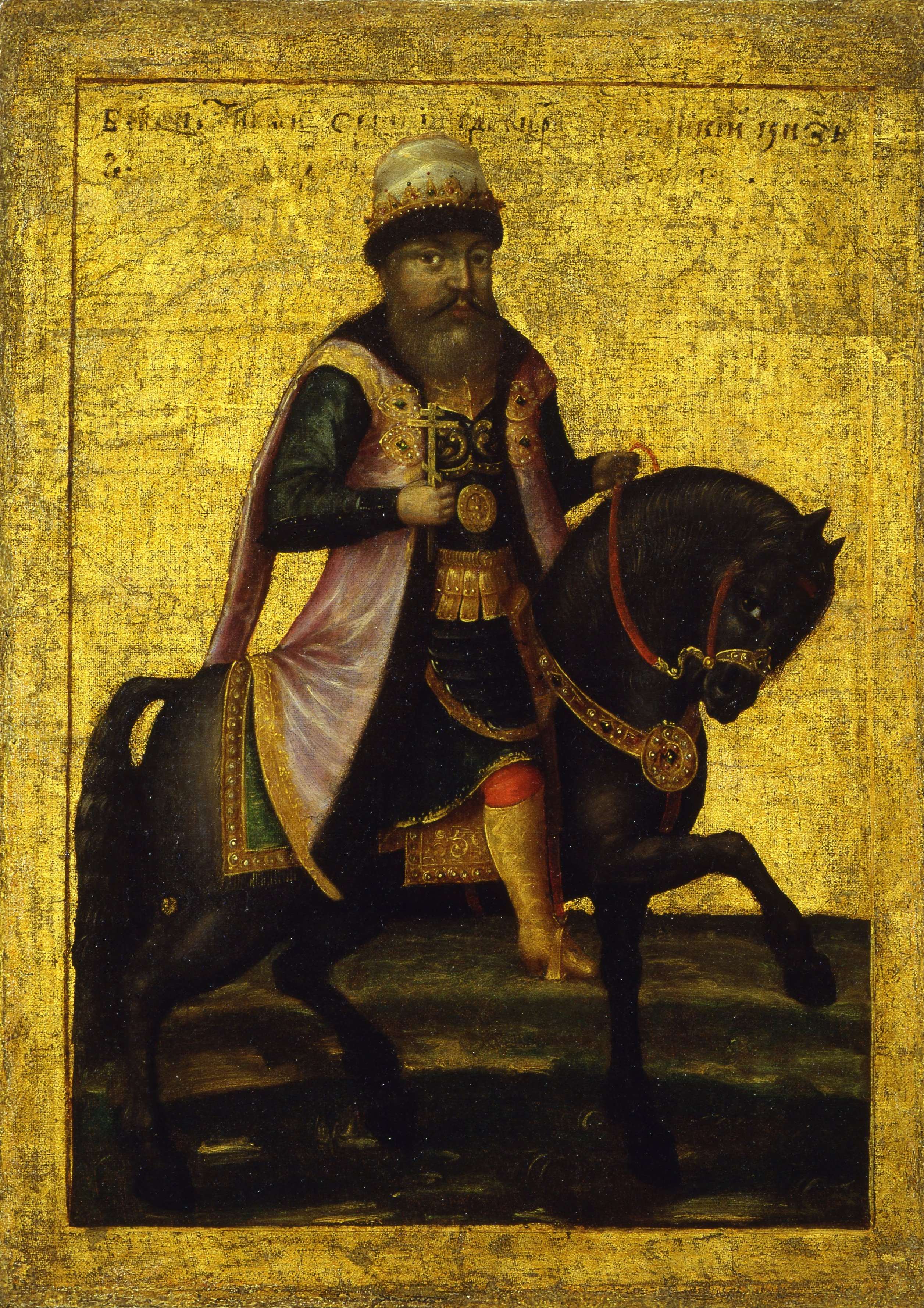
Парсуна второй половины 1670-х — первой половины 1680-х гг.

Первой женой царя стала Мария Владимировна, дочь князя Долгорукова из древнего рода потомков черниговских князей — Рюриковичей. Брак был заключён 18 (19 ?) сентября 1624 года. Инициатива в выборе невесты принадлежала матери царя, тот, по сообщению источников («аще и нехотя, но матери не преслушав»), подчинился воле инокини Марфы. Мария Владимировна вскоре заболела и умерла через четыре месяца после свадьбы. 
В 1626 году царю Михаилу Романову шёл тридцатый год и был он бездетный вдовец. Для новых смотрин привезли 60 красавиц из знатных семей. Но приглянулась ему одна из прислужниц — дочь мещовского дворянина Лукьяна Стрешнева Евдокия Стрешнева. Свадьба состоялась 5 (15) февраля 1626 года в Москве. Молодая царица, видимо, находилась под полным влиянием свекрови. У них были общие духовник и дьяк, ведущий дела. Евдокия Лукьяновна везде появлялась в сопровождении инокини Марфы. Марфа выбирала воспитателей для своих внуков. Евдокия Лукьяновна ненадолго пережила царя, умерла через пять недель после его смерти, 18 августа 1645 года.

### Смерть
Царь Михаил от рождения не отличался крепким здоровьем. Уже в 1627 году, в возрасте 30 лет, Михаил Фёдорович так «скорбел ножками», что иногда, по его собственным словам, его «до возка и из возка в креслах носят».
Скончался 13 (23) июля 1645 года от водяной болезни неизвестного происхождения в возрасте 49 лет. По мнению лекарей, лечивших Московского государя, болезнь его произошла от «многого сиденья», от холодного питья и меланхолии, «сиречь кручины». Похоронен Михаил Фёдорович в Архангельском соборе Московского Кремля.

## Дети
В браке Михаила Фёдоровича и Евдокии Лукьяновны родились:
1. Ирина Михайловна (22 апреля (2 мая) 1627 — 8 (18) апреля 1679).
2. Пелагея Михайловна (17 (27) августа 1628 — 25 января (4 февраля) 1629) — умерла в младенчестве.
3. Алексей Михайлович (19 (29) марта 1629 — 29 января (8 февраля) 1676) — русский царь.
4. Анна Михайловна (14 (24) июля 1630 — 27 октября (6 ноября) 1692).
5. Марфа Михайловна (19 (29) августа 1631 — 21 сентября (1 октября) 1632) — умерла в младенчестве.
6. Иоанн Михайлович (2 [12] июня 1633 — 10 [20] января 1639) — умер в 5 лет[21].
7. Софья Михайловна (30 сентября (10 октября) 1634 — 23 июня (3 июля) 1636) — умерла в младенчестве.
8. Татьяна Михайловна (5 (15) января 1636 — 24 августа (4 сентября) 1706).
9. Евдокия Михайловна (род. и ум. 10 (20) февраля 1637) — умерла вскоре после рождения.
10. Василий Михайлович (14 (24) марта 1639 — 25 марта (4 апреля) 1639) — умер в младенчестве; погребён в Архангельском соборе Москвы.

## Память

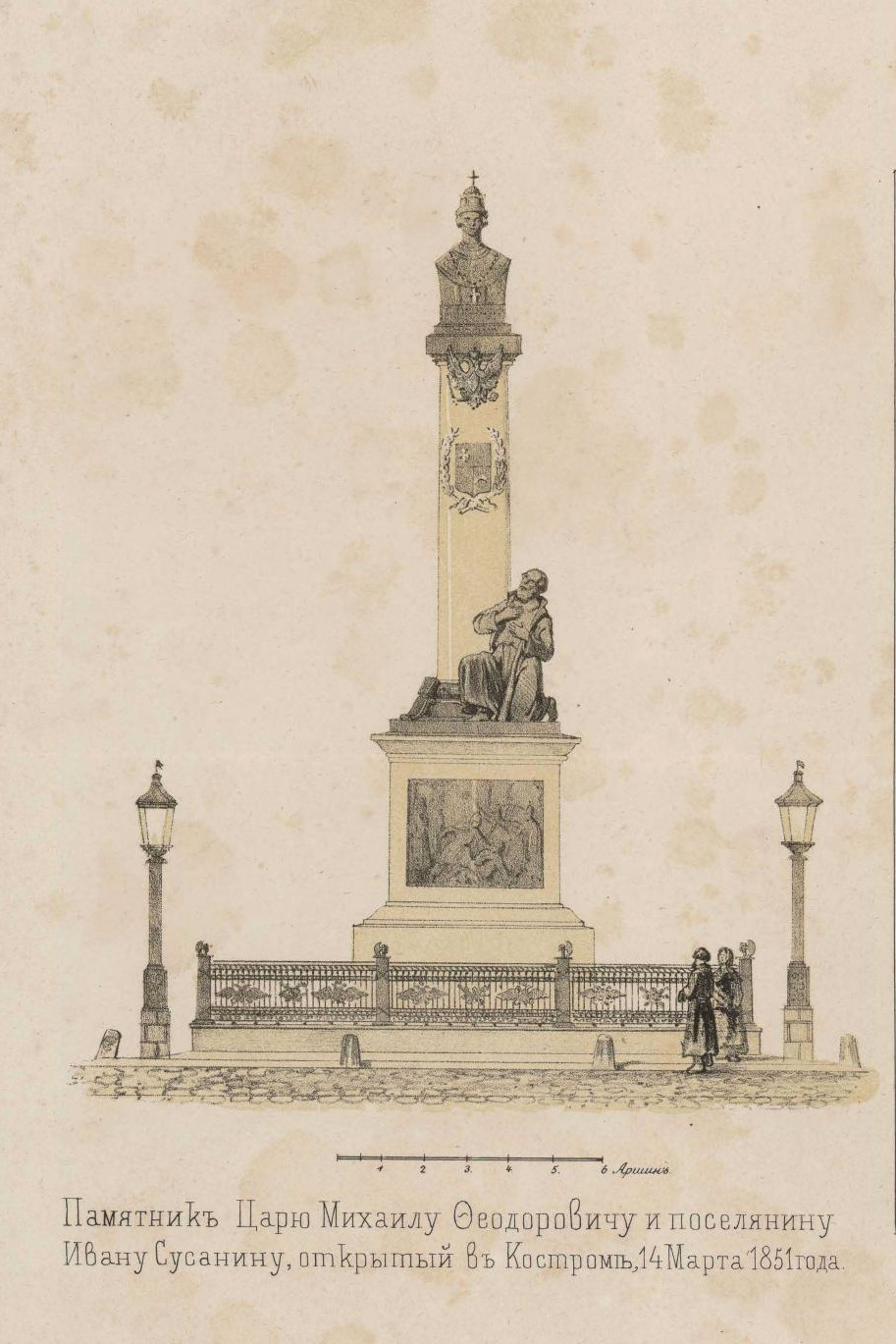
Памятник царю Михаилу Фёдоровичу и поселянину Ивану Сусанину в Костроме. Рис. 1851 года.

- В 1851 году в Костроме был установлен памятник царю Михаилу Фёдоровичу и крестьянину Ивану Сусанину. Проект подготовил В. И. Демут-Малиновский. В советское время памятник был разрушен, сохранился лишь гранитный постамент, который установлен на центральной площади города в положении «лёжа». В канун 400-летия династии Романовых (2013) бывший мэр Костромы установил во дворе своего дома осовремененную версию памятника Михаилу Фёдоровичу[22].
- Марка России 2006 года № 1084 Держава царя Михаила Федоровича. Вторая половина XVI века.
- Марка России 2006 года № 1085 Шапка ерихонская царя Михаила Федоровича. 1621 г.

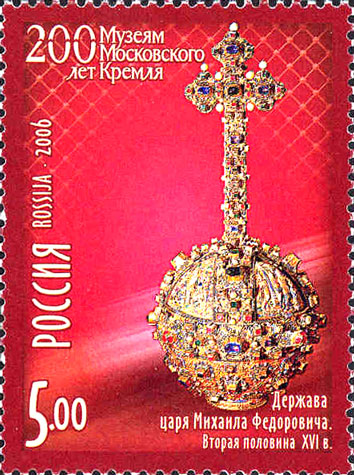
Марка России 2006 г. Держава царя Михаила Федоровича. Вторая половина XVI века.
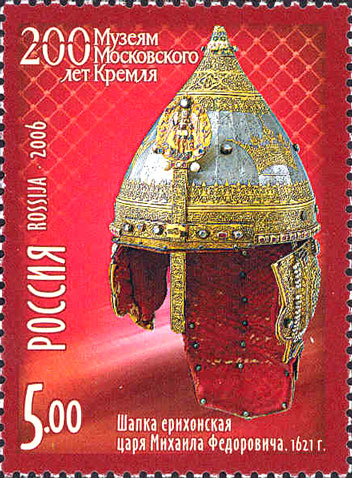
Марка России 2006 г. Шапка ерихонская царя Михаила Федоровича. 1621 г.

## Образ Михаила Фёдоровича в культуре
Литература

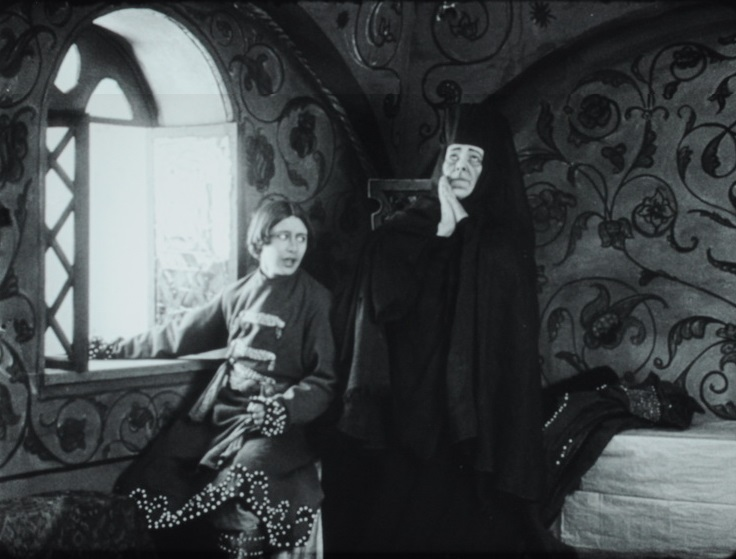
Михаил Фёдорович (Софья Гославская) и его мать (Лидия Тридентская). Кадр из фильма «Воцарение дома Романовых».

- 1856—1857 — Елизавета Багреева «Der erste Romanoff : historisches Schauspiel in fünf Aufzügen» («Первый Романов : исторический спектакль в пяти действиях»)
- 1976 — Василий Лебедев «Утро Московии»

Кино
- 1913 — «Воцарение дома Романовых» (исполнительница роли — Софья Гославская)
- 1913 — «Трёхсотлетие царствования дома Романовых» (исполнитель роли — Михаил Чехов)
- 2013 — «Романовы» (исполнитель роли — Андрей Шибаршин)
- Алексей Пищулин. Документальный сериал «Династия» (2013 год). Фильм 2 «Жизнь за царя».
- 2018 — «Годунов» (исполнитель роли — Мирон Малышкин — ребёнок и Виталий Щербина — взрослый)